# Veritas Viehversicherungsgesellschaft
Die Veritas Viehversicherungsgesellschaft war eine deutsche Viehversicherung.

## Geschichte

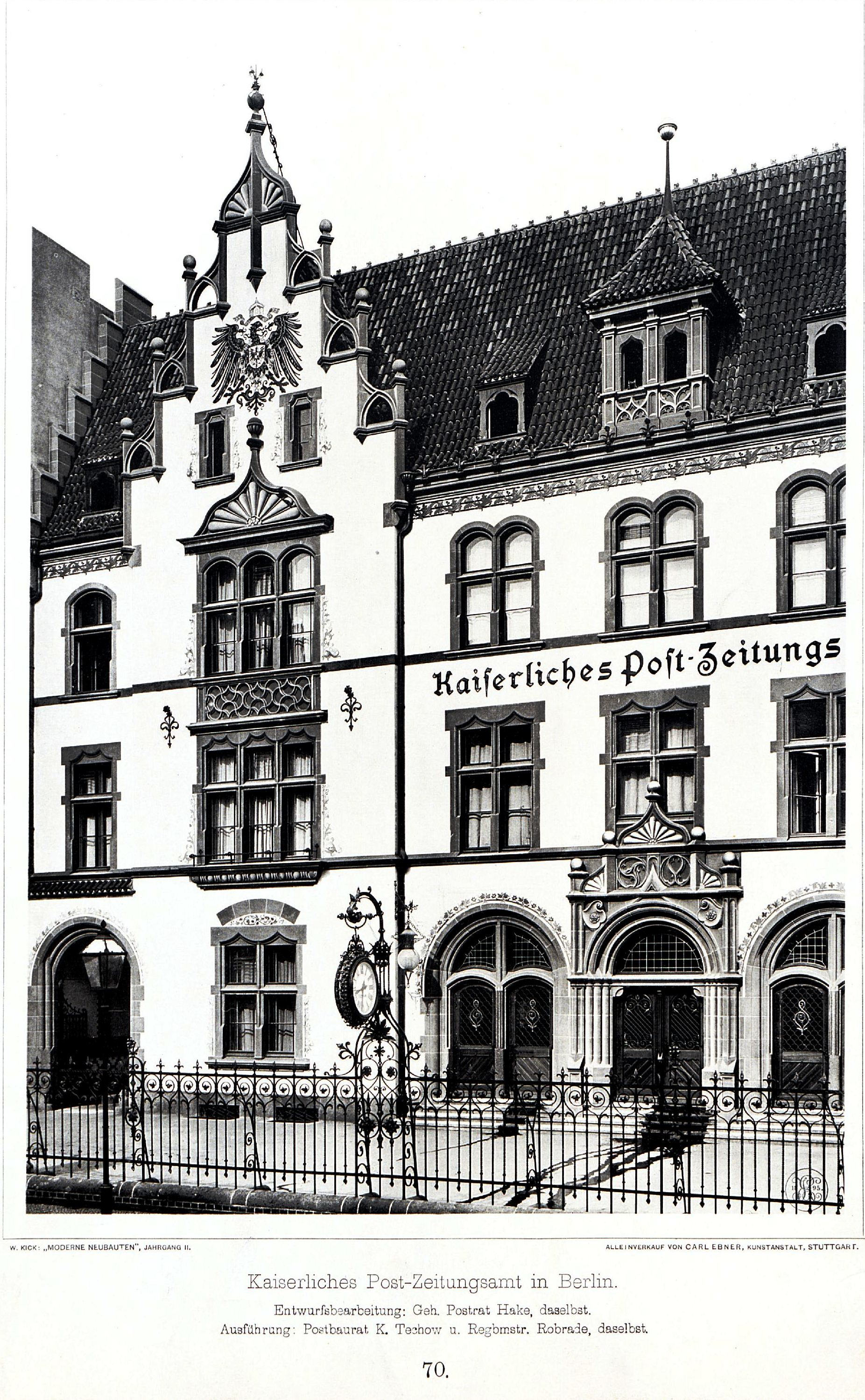
Das Geschäftsgebäude der Versicherung, in dem ab 1895 die Reichspost untergebracht war

Gegründet wurde die Veritas Pferde- und Viehversicherungs-Gesellschaft 1863 und gehört damit zu den ältesten und größten in ganz Deutschland. Sie gehörte zu den unter Reichsaufsicht stehenden Unternehmungen, und wirkte lange als Gegenseitigkeitsverein unter dem Namen Berliner Viehversicherungs – Gesellschaft a.G.
Das Geschäftsgebiet erstreckte sich über ganz Deutschland und auch im Ausland wurde rege an ihrem Wirken Anteil genommen. Das Geschäftsgebäude in Berlin befand sich 1887 in der Dessauer Straße 4. Zur Versicherung wurden Pferde und Rindvieh angenommen. 1890 betrug der Versicherungsbestand etwa 1 Mio. Reichsmark, wobei er 1885 noch knapp 1,5 Mio. betragen hatte. Im Jahr 1896 hatte die Gesellschaft ein Kapital von 1,148 Millionen Mark.

## Weitere Entwicklung
Im Jahr 1900 wurde der Betrieb der Gesellschaft im Königreich Sachsen zugelassen. Im Jahr 1911 übernahm die Veritas die Viehversicherungsbank für Deutschland von 1861. Zum 50-jährigen Jubiläum 1913 betrug der Versicherungsbestand etwa 17 Mio. Reichsmark. Im Jahr 1919 war die Direktion in Berlin W 35, Magdeburgerstraße 25. 1922 erzielte die Gesellschaft einen Gesamtbetrag von 34 Mio. Reichsmark. 1930 übernahm sie die Perleberger Viehversicherung, die ebenfalls in eine Gesellschaft auf Gegenseitigkeit umgewandelt wurde. Fortan war die Veritas die größte deutsche Viehversicherungsgesellschaft.